# Odra (Silezië)
Odra is een plaats in het Poolse district  Wodzisławski, woiwodschap Silezië. De plaats maakt deel uit van de gemeente Gorzyce en telt 410 inwoners.